# Leon Petrażycki
Leon Petrażycki (Governatorato di Vitebsk, 13 aprile 1867 – Varsavia, 15 maggio 1931) è stato un giurista, filosofo, sociologo del diritto polacco.
È considerato un precursore della sociologia del diritto. Nella letteratura il suo nome è scritto anche Petrazhitski.

## Biografia
Leon Petrażycki nacque nella nobiltà di campagna polacca della regione di Vicebsk, nell'Impero russo. Si laureò all'Università di Kiev nel 1890, passò due anni con borsa di studio a Berlino e ottenne un dottorato nel 1896 all'Università di San Pietroburgo. Qui lavorò dal 1897 al 1917 come professore di filosofia del diritto. Nel 1906 fu eletto nella sfortunata prima Duma e, quando la legislatura finì dopo qualche mese, fu incarcerato per le sue proteste. Fu incaricato alla corte suprema di Russia nel 1917, ma dovette fuggire durante la rivoluzione d'ottobre. Si trasferì in Polonia dove diventò il primo professore di sociologia all'Università di Varsavia nel 1919. È stato uno scrittore prolifico in più lingue e un famoso conferenziere universitario con un gran numero di studenti, si suicidò nel 1931.
Fu uno degli insegnanti di Stanisław Batavia.

## Opere
Petrażycki pubblicò molte opere in russo, tedesco e polacco. Molte delle sue idee più mature sono state conservate solo grazie alle letture in possesso dei suoi studenti. Le più importanti opere sono state importate più a occidente grazie al sociologo russo-americano Nicholas S. Timasheff nel 1955. Nonostante i più recenti tentativi di divulgazione, le sue opere sono ancora quasi sconosciute in occidente. In Italia si è interessato alle sue opere il sociologo Edoardo Fittipaldi, allievo di Vincenzo Ferrari.

## Pensiero
Petrażycki concepisce il diritto come un fenomeno empirico e psicologico, che può essere studiato meglio tramite l'introspezione. Secondo il polacco, il diritto prende forma attraverso le esperienze giuridiche (emozioni, pulsioni) implicando una relazione biunivoca tra diritto da una parte e dovere dall'altro. Se questa esperienza giuridica include la rappresentazione di fatti normativi nel senso più ampio (leggi, sentenze, contratti, consuetudini, ordini) si chiama "diritto positivo", se invece manca di tale rappresentazione, si tratta di "diritto intuitivo". Egli oppone il "diritto ufficiale" (creato dallo Stato e dai suoi apparati) al "diritto non ufficiale" (creato dagli agenti sociali), il quale lo lega alla teoria del pluralismo giuridico. Riprende l'idea di Eugen Ehrlich del diritto vivente quando asserisce che "la vera pratica del diritto civile o di altri diritti non si trova nei tribunali, bensì totalmente da un'altra parte. I suoi praticanti non sono i giudici e gli avvocati, ma ogni singolo cittadino..." (Petrażycki 1897, citato da Krzysztof Motyka) In ogni caso, la sua teoria è fortemente anti-statalista e molto critica della teoria positivista regnante nel suo tempo, la quale è considerata dal filosofo naive e priva di basi scientifiche. Inoltre respinge l'idea per cui solo gli esseri umani sono titolari di diritti, e può quindi essere considerato come un proponente dei diritti degli animali. Per tutte queste ragioni, può sembrare corretto denominarlo come un "padre incompreso della sociologia del diritto" (Adam Podgorecki 1980/81).